# Right Here Waiting
Right Here Waiting je píseň amerického zpěváka a textaře Richarda Marxe. Píseň vyšla v červnu 1989 jako druhý singl z druhého alba Repeat Offender a stala se celosvětovým hitem. Ve Spojených státech zaujala první místo v žebříčku Billboard Hot 100. V roce 2021 tuto píseň s českým textem Eduarda Krečmara nazpívala zpěvačka Jitka Zelenková.

## Pozadí vzniku
Richard Marx napsal píseň Right Here Waiting na cestách jako milostný dopis své ženě, herečce Cynthii Rhodes, která v té době natáčela film v Jižní Africe.

## Seznam skladeb
| 7" singl 1. „Right Here Waiting“ — 4:23 2. „Wait for the Sunrise“ — 4:13                                                                                 | CD Singl 1. „Right Here Waiting“ 2. „Hold on to the Nights“ (live) 3. „That Was Lulu“ (live) 4. „Wild Life“                                 |
| 3" singl 1. „Right Here Waiting“ — 4:23 2. „Wait for the Sunrise“ — 4:13 3. „Hold on to the Nights“ (live at the Palace Theatre, Los Angeles, CA) — 4:48 | Audiokazeta 1. „Right Here Waiting“ — 4:23 2. „Wait for the Sunrise“ — 4:13 3. „Right Here Waiting“ — 4:23 4. „Wait for the Sunrise“ — 4:13 |